# Сагіз
Сагі́з (каз. Сағыз) — село у складі Кзилкогинського району Атирауської області Казахстану. Адміністративний центр Сагізького сільського округу.
Населення — 7249 осіб (2021; 6530 у 2009, 6107 у 1999, 5353 у 1989).